# Pakasjärvet
Pakasjärvet eller Pakajärvi är en sjö i Finland. Den ligger i kommunen Enare i landskapet Lappland, i den norra delen av landet, 1 000 km norr om huvudstaden Helsingfors. Pakajärvi ligger 128,4 meter över havet. Arean är 35,1 hektar och strandlinjen är 4,07 kilometer lång. Sjön  ingår i Pasvik älvs huvudavrinningsområde. 